# Щербина Йосип Тимофійович
Йосип Тимофійович Щербина (* 3 (16) листопада 1913, Артюхівка, Сумська область— ?) — український історик, дослідник історії робітничого руху та більшовицьких організацій в Україні.

## Життєпис
Народився у селі Артюхівці на Сумщині.
У 1939 р. закінчив історичний факультет Харківського Університету, у 1939—1941 рр. навчався там само в аспірантурі
Учасник німецько-радянської війни.
У 1946—1948 рр. — аспірант Інституту Історії АН УРСР. У 1948 р. захистив кандидатську дисертацію «Робітничий клас України в роки першої сталінської п'ятирічки».
У 1948—1949 рр. працював молодшим науковим співробітником відділу радянського періоду, у 1951—1953 рр. — вченим секретарем, у 1953—1968 рр. — старшим нау с. відділу історії капіталізму в Інституті історії АН УРСР..
У 1965 р. захистив докторську дисертацію «Робітничий клас України та його революційна боротьба в 1914—1917 рр.».
З 1968 h/ — викладач, у 1971—1976 рр. — завідувач кафедри марксизму-ленінізму в Київському Інституті культури.
Нагороджений орденом Червоної Зірки та іншими нагородами.

## Наукова праця
Праці у галузі робітничого руху в Україні кінця 19 — початку 20 століття, з історії більшовицьких організацій до 1917 року тощо.

## Основні праці
- Робітничий клас України та його революційна боротьба у 1914—1917 роках. — К., 1963..
- Непорушний союз соціалістичних націй. — К., 1954.